# François Dunoyer
François Dunoyer (* 27. September 1946) ist ein französischer Schauspieler.

## Karriere
Auf sein Filmdebüt 1972 als Samuel Guérin in René Allios Les Camisards – Aufruhr in den Cevennen folgte die TV-Version von Roger Martin du Gards Roman Les Thibault, in der er neben Charles Vanel den Jacques spielte. Nach einer Rolle neben Maurice Ronet in Das Ritual (1973) wurde er in Deutschland als Retter der Heldin Penny (Claude Jade) im Science-Fiction-Film Schach dem Roboter 1976 bekannt. Es folgten neben Kino-Produktionen, so neben Belmondo in Der Profi 2, neben Marisa Berenson und Lauren Hutton in Unheimliches Verlangen, neben Michel Serrault und Nathalie Baye in Mord-Skizzen und im amerikanischen Thriller Aufnahme Mord (mit Landsmann Jean-Pierre Cassel) vor allem TV-Serien, so Henri Colpis Bergeval und die Titelrolle des Arsène Lupin in der Serie Les nouveaux exploits d'Arsène Lupin. Seit 2003 spielt Dunoyer den Pierre Verdon in der Serie Julie Lescaut.

## Filmografie (Auswahl)
- 1972: Der Aufruhr in den Cevennen (Les camisards)
- 1976: Schach dem Roboter (Le collectionneur des cerveaux)
- 1978: Mit Rose und Revolver (Les brigades du Tigre) (TV-Serie, eine Folge)
- 1980: Die Sonnenpferde (Les chevaux du soleil) (TV-Serie, eine Folge)
- 1984: La Vengeance du serpent à plumes
- 1984: Der Boxer (Pas de vieux os)
- 1986: Unheimliches Verlangen (Flagrant désir)
- 1987: Der Profi 2 (Le solitaire)
- 1987: Töte, was du liebst! (Mon bel amour, ma déchirure)
- 1988: Mord-Skizzen (En toute innocence)
- 1990: Aufnahme – Mord (The Fatal Image)
- 2001: Kommissar Moulin (Commissaire Moulin) (TV-Serie, eine Folge)
- 2001–2007: Julie Lescaut (TV-Serie, 24 Folgen)
- 2009: Lehrjahre der Macht (L’école du pouvoir) (TV)
- 2010–2011: Die Vier (Les invincibles) (TV-Serie, 15 Folgen)
- 2012: Spin – Paris im Schatten der Macht (Les hommes de l’ombre; TV-Serie, 1 Folge)
- 2013: Große Jungs – Forever Young (Les gamins)
- 2020: Profiling Paris (Profilage, TV-Serie, 1 Folge)